# Islam Grčki
Islam Grčki falu Horvátországban Zára megyében. Közigazgatásilag Benkovachoz tartozik.

## Fekvése
Zárától légvonalban 19, közúton 24 km-re északkeletre, községközpontjától légvonalban19, közúton 23 km-re északnyugatra, Dalmácia északi részén, Ravni kotari területén egy termékeny síkságon fekszik.

## Története
A középkorban Tršćane és Kačina Gorica falvak feküdtek ezen a területen, melyek jelentőségét növelte, hogy az ősi főútvonal, a „Via Magna” mentén helyezkedtek el. Az török 1527-ben szállta meg ezt a vidéket. A régi falvak elnéptelenedtek és a helyükön új települést hoztak létre, melynek török neve „Saddislam” volt, és amelynek az „iszlám fala” a jelentése. Ez a vidék ugyanis a török által meghódított terület határán feküdt. Ebből az új elnevezésben az iszlám maradt meg, a „grčki” jelzőt pedig a 18. században kapta, amikor a helyén két falu Islam Grčki és Islam Latinski alakult ki. A „grčki”, vagyis görög azt jelentette, hogy ebben a faluban görögkeleti vallású népesség, a „latinski” pedig azt, hogy ott katolikus népesség telepedett le. Az, hogy a falu neve miért ez lett és az iszlám vallás neve miért maradhatott meg ma már nem tudható. Az 1970-es években megkísérelték átnevezni Topolovacra nyárfákban gazdag határáról, de ezt végül elvetették arra hivatkozva, hogy a falu neve már túlságosan beágyazódott a köztudatba, valamint a történeti, tudományos  munkákba és a tankönyvekbe. A falu egykor fontos támaszpontja volt az uszkókoknak, akik velencei zsoldban küzdöttek a terjeszkedő Oszmán Birodalom ellen. Ezen harcok egyik legkiválóbb szerb hőse volt Sztojan Jankovics, aki 1647-ben velencei parancsnokként bevette az islami török erődöt, amely a török hatalmasság, Tunics Juszuf aga birtoka volt. Jankovics később gyakran innét indult Dalmácia felszabadítására vezetett hadjárataira. A Jankovics tornyának nevezett erődítmény ma is áll Islamban, bár a délszláv háború alatt megrongálódott. A vár lakó-, gazdasági- és védelmi célokat szolgáló épületekből áll és látványát ma is a torony uralja, melyről a nevét kapta. Várható felújítása során Benkovac község egyik legjelentősebb történelmi műemléke lesz. Mai tulajdonosa a Desnica család, melyből a neves író Vladan Desnica is származik, akit ide temettek el. A Jankovicsok 1675-ben templomot is építettek a vár közelébe, melyet Szent György tiszteletére szenteltek és amely a közeli Donji Kašić parókiájához tartozott.  A falu ezután 1797-ig a Velencei Köztársaság része volt. Miután a francia seregek felszámolták a Velencei Köztársaságot és a campo formiói béke értelmében osztrák csapatok szállták meg. 1806-ban a pozsonyi béke alapján az Első Francia Császárság Illír Tartományának része lett. 1815-ben a bécsi kongresszus újra Ausztriának adta, amely a Dalmát Királyság részeként Zárából igazgatta 1918-ig. A településnek 1857-ben 480, 1910-ben 846 lakosa volt. Az első világháború után előbb a Szerb-Horvát-Szlovén Királyság, majd Jugoszlávia része lett. A második világháború idején 1941-ben a szomszédos településekkel együtt Olaszország fennhatósága alá került. Az 1943. szeptemberi olasz kapituláció után a horvát falvakkal körülvett település Kašić-csal és Smoković-csal együtt a szerb partizánok egyik fontos bázisa volt. A horvátok ezt a vidéket ekkoriban Kis-Szerbiának is nevezték. Ezt követően a település újra Jugoszlávia része lett. 1991-ben lakosságának 87 százaléka szerb nemzetiségű volt. 1991 szeptemberében szerb lakói csatlakoztak a Krajinai Szerb Köztársasághoz és a település szerb igazgatás alá került. A szerb erők egyik legjelentősebb bázisának számított. Súlyos károkat szenvedett 1993 januárjában a horvát hadsereg Maslenica fedőnevű hadművelete során, amikor a horvátok teljesen lerombolták. A harcokban 15 polgári lakos és 14 szerb felkelő és katona esett el. Szerb lakossága elmenekült. 2011-ben 150 lakosa volt, akik főként mezőgazdasággal és állattartással foglalkoztak.

## Lakosság
| Lakosság változása | Lakosság változása | Lakosság változása | Lakosság változása | Lakosság változása | Lakosság változása | Lakosság változása | Lakosság változása | Lakosság változása | Lakosság változása | Lakosság változása | Lakosság változása | Lakosság változása | Lakosság változása | Lakosság változása | Lakosság változása |
| ------------------ | ------------------ | ------------------ | ------------------ | ------------------ | ------------------ | ------------------ | ------------------ | ------------------ | ------------------ | ------------------ | ------------------ | ------------------ | ------------------ | ------------------ | ------------------ |
| 1857               | 1869               | 1880               | 1890               | 1900               | 1910               | 1921               | 1931               | 1948               | 1953               | 1961               | 1971               | 1981               | 1991               | 2001               | 2011               |
| 480                | 665                | 561                | 552                | 621                | 846                | 703                | 843                | 1.117              | 1.152              | 1.277              | 1.400              | 1.239              | 1.139              | 108                | 150                |

## Nevezetességei
- A vár,[5] melyet egykori birtokosa után Jankovics tornyának neveznek a ravni kotari várkastélyok egyik legjelentősebb példája, amely magas falakkal körülvett lakórészeket és gazdasági épületeket foglal magában. Legfőbb jellegzetessége a magas, pártázatos torony, amely később a 19. században épült a vár romantikus bővítményeként. A háborús pusztítást követően az 1990-es években a horvát kulturális minisztérium felügyelete alatt védett műemlékként állították helyre. A várban kiállítás tekinthető meg a Jankovics család történetéről, a Desnica családról és a vidék nevezetességeiről. A vár egykori kincsinek, az ikonoknak, festményeknek, használati tárgyaknak és bútoroknak a többségét a felújítás idején még mindig Zágrábban, Zárában és Biogradban őrzik. Csak a néprajzi és a helytörténeti gyűjtemény egy részét hozták vissza a biogradi városi múzeumból.
- A vár közelében áll a Szent György-templom, egy egyszerű, román stílusú egyhajós épület félköríves apszissal. A homlokzat feletti harangtorony későbbi építésű. Itt található Vladan Desnica (1905-1967) síremléke. A délszláv háborúban a templom is súlyosan megrongálódott.
- A Manastiria lelőhelyen több régészeti rétegből álló lelőhelyet tártak fel és kutattak át a szakemberek. A leletek az ókortól a késő középkorig terjedő időszakból származtak. A római kori épületek egy pogány szakrális épülethez tartoztak. Az 5. században ezeken az épületeken belül kialakult egy kisebb keresztény oratórium. A kora középkorban az oratórium területén egy preromán, hatkaréjos templom épült. A 15. század folyamán a régi templom mellett kolostorépületet emeltek.[6]

## Fordítás
Ez a szócikk részben vagy egészben  a(z)   Ислам Грчки című szerb Wikipédia-szócikk ezen változatának fordításán alapul.  Az eredeti cikk szerkesztőit annak laptörténete sorolja fel. Ez a jelzés csupán a megfogalmazás eredetét és a szerzői jogokat jelzi, nem szolgál a cikkben szereplő információk forrásmegjelöléseként.